# Wichita Falls
Wichita Falls je okresní město ve Spojených státech amerických Texasu, okres Wichita. Je zároveň hlavním městem metropolitní oblasti Wichita Falls, která zahrnuje okresy Wichita, Archer a Clay. V roce 2020 zde podle údajů ze sčítání lidu žilo 102 316 obyvatel. Mezi nejznámější objekty města patří Shepperdova letecká základna, která slouží k výcviku mladých pilotů, a také Newby–McMahon Building, známý jako "nejmenší mrakodrap světa". Wichita Falls je partnerské město německému městu Fürstenfeldbruck v Bavorsku. Město leží na řece Wichita v těsné blízkosti vodopádů Wichita Falls, po kterých je pojmenováno. Původní vodopády byly zničeny záplavami v roce 1886, město však vybudovalo nové, ovšem až 100 let po záplavě.

## Historie

### Založení města
Poprvé do této oblasti přišli indiáni kmene Choctaw na počátku 18. století. První běloši přišli v 60. letech 19. století. Byli to sedláci, kteří zde zakládali dobytčí statky. Město bylo oficiálně založeno 27. září 1872. V roce 1882 byla přivedena první železnice.

### Tornáda 1964 a 1979
Odpoledne 3. dubna 1964 se severní a severozápadní částí města prohnalo ničivé tornádo. Zahynulo při něm 7 lidí a přes 100 bylo zraněno. Zanechalo za sebou škody přesahující 15 milionů amerických dolarů.
Pozdě odpoledne v úterý (lokálně známé jako "Terrible Tuesday") 10. dubna 1979 se hustě obydlenou oblastí na jihu města prohnalo tornádo o síle F4 podle Fujitovy stupnice síly tornád. Zahynulo 42 lidí přes 1800 bylo zraněno. 20 000 lidí zůstalo bez domova, tornádo způsobilo škody za 400 milionů dolarů. Šlo o nejničivější individuální tornádo v historii USA, do roku 1999 (tornádo v Oklahoma City).

## Kultura
- Bowling for Soup je populární punk-rocková skupina, která zde vznikla v roce 1994. Později však přesídlila do rodného města jejího frontmana Jareta Reddicka do Dentonu.

## Media

### Tisk
- deník Times Record News
- týdeník The News Mirror